# 394 a.C.

## Eventos
- Marco Fúrio Camilo, pela terceira vez, Lúcio Fúrio Medulino, pela sexta vez, Caio Emílio Mamercino, Lúcio Valério Publícola, Espúrio Postúmio Albino Regilense, Públio Cornélio Cipião, pela segunda vez, tribunos consulares em Roma.